# Aquafitness

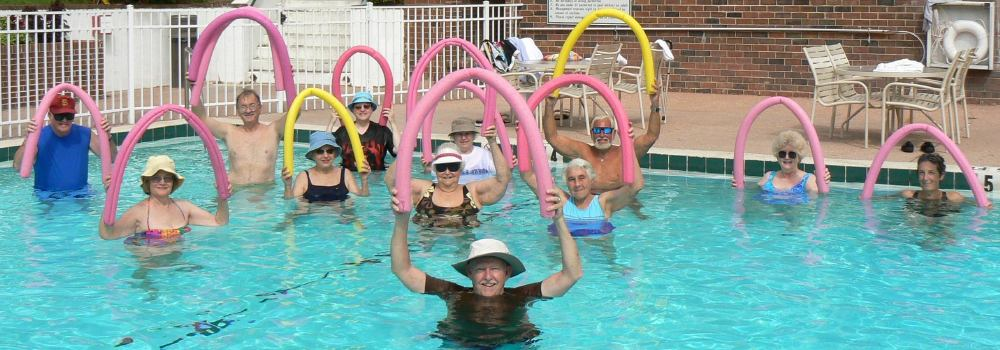
Trainingsgruppe beim Aquafitness mit Schwimmnudeln

Aquafitness (auch Aquatraining oder Aquasport) ist ein Ganzkörpertraining, das im Flachwasser in Brusthöhe oder im Tiefwasser mit und ohne Geräte wie Schwimmnudeln, Hanteln, Wasserfahrrad oder Kick-Box-Handschuhen angeboten wird. Es können Arme, Beine, Gesäß und Rumpf trainiert werden. 
Das Aquafitness-Training ist im Vergleich zur klassischen Wassergymnastik eher fitnessorientiert und beinhaltet auch Aerobic- oder Pilates-Elemente. Vor allem der Wasserauftrieb und der Wasserwiderstand fördern die Gelenkentlastung, Beweglichkeit, Muskelkraft und Ausdauer. Die Sportart wird insbesondere auch in der Rehabilitation und zur Bewegungsförderung von älteren und schwangeren Personen eingesetzt.

## Vorteile
Durch den Wasserwiderstand wird der Kraftaufwand für Bewegungen unter Wasser erhöht. Dadurch können Kraft und Ausdauer effektiv trainiert werden. Gleichzeitig wird das Körpergewicht durch den Auftrieb im Wasser verringert. Dies führt dazu, dass die Gelenke beim Sport geschont werden. Daher kann Aquafitness besonders für übergewichtige Personen als Trainingsmethode geeignet sein. Der Wasserdruck sorgt ebenfalls dafür, dass das Herz mehr Druck erzeugen muss, um Blut durch den Körper zu befördern. Somit werden auch Herzmuskel und Herz-Kreislauf-System gestärkt. Weiterhin wird die Durchblutung durch die Einwirkung des Wassers auf die Haut gefördert. Das metabolische Äquivalent liegt bei Aquafitness mit einem Wert von acht über den Werten anderer Sportaktivitäten wie Schwimmen, Pilates oder Radfahren.
Über einen Zeitraum von wenigen Wochen kann Aquafitness bei Erwachsenen die Kraft, insbesondere von oberen Gliedmaßen, und den Blutdruck verbessern. Weiterhin trägt es auch zur Senkung des Körperfettanteils bei. Besonders bei älteren Personen konnte bei der Durchführung von Übungen im Wasser über mehrere Monate eine signifikante Zunahme der „gesundheitsbezogenen Lebensqualität“ festgestellt werden. Auch die Bewegungsgewohnheiten und die Beeinträchtigung in den Aktivitäten des täglichen Lebens wurden dadurch, in Abhängigkeit von der Häufigkeit des Trainings, verbessert.
Aquafitness findet daher als Präventiv- und Therapiemaßnahme und im Bereich der speziellen Krankengymnastik als wasserzentrierte Bewegungsmaßnahme immer mehr Anwendung.  Auch die Durchführung von High Intensity Interval Training im Wasser kann metabolische Vorteile gegenüber HIIT an Land bieten.

## Variationen

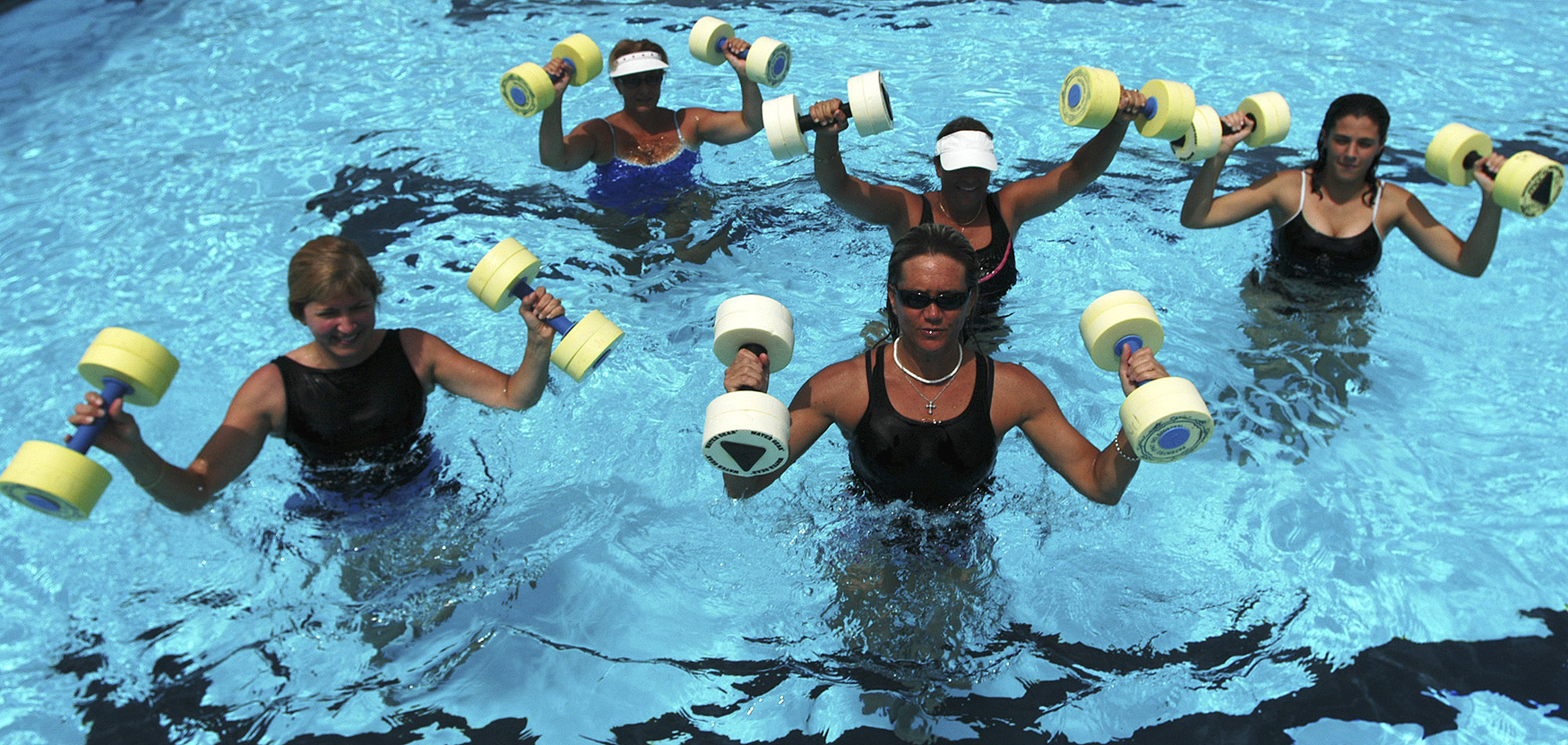
Aquafitness mit Hanteln

Beim Aquafitness-Training können verschiedene Geräte verwendet werden. So können mit Poolnudeln, Hanteln, Beinschwimmern oder Schwimmgürteln unterschiedliche Übungen mit verschiedenen Schwierigkeitsgraden absolviert werden. Aquatraining besteht meist aus einer Kombination verschiedener Übungen, die Kondition, Koordination und Kraft fördern.
Für einige Sportarten an Land gibt es auch ein Pendant im Wasser. So werden mittlerweile zum Beispiel Aqua-Boxen, Aqua-Zumba und weitere Sportarten angeboten.

### Aquajogging
Eine weitere Form der Aquafitness ist das Jogging im Wasser. Dabei wird durch eine Weste, einen Gürtel oder einen Anzug Auftrieb erzeugt, damit der Körper im Wasser schwebt. So wird der Bewegungsapparat beim Training weniger belastet. Diese Art des Trainings kommt vor allem zur Rehabilitation nach Verletzungen oder als Regenerationseinheit zum Einsatz. Man unterscheidet zwischen zwei Formen des Aquajoggings. Beim Water running befindet sich der Läufer in brusttiefem Wasser und berührt beim Laufen den Boden des Beckens.
Beim Deep water running hat der Läufer keinen Bodenkontakt. Mithilfe von Auftriebshilfen führt man die Laufbewegung in der Schwebe durch. Diese Form des Trainings wird auch im Profibereich als gelenkschonende Trainingseinheit verwendet.
Auch bei übergewichtigen Personen zeigt sich Aquafitness als effektive Methode, um Fett abzubauen und die Lebensqualität zu verbessern. Dabei besteht nur ein geringes Verletzungsrisiko, was Aquajogging zu einer möglichen Ergänzung zu Diättherapien macht. Weiterhin wird Aquajogging bei der Rehabilitation von Knie, Wirbelsäule und Hüfte empfohlen und findet auch im Rahmen einer pneumologischen Rehabilitation Anwendung. So finden sich auch Empfehlungen zum Aquatraining in den Rahmenempfehlungen zur ambulanten Rehabilitation bei muskuloskelettalen Erkrankungen der Bundesarbeitsgemeinschaft für Rehabilitation.

### Aquacycling

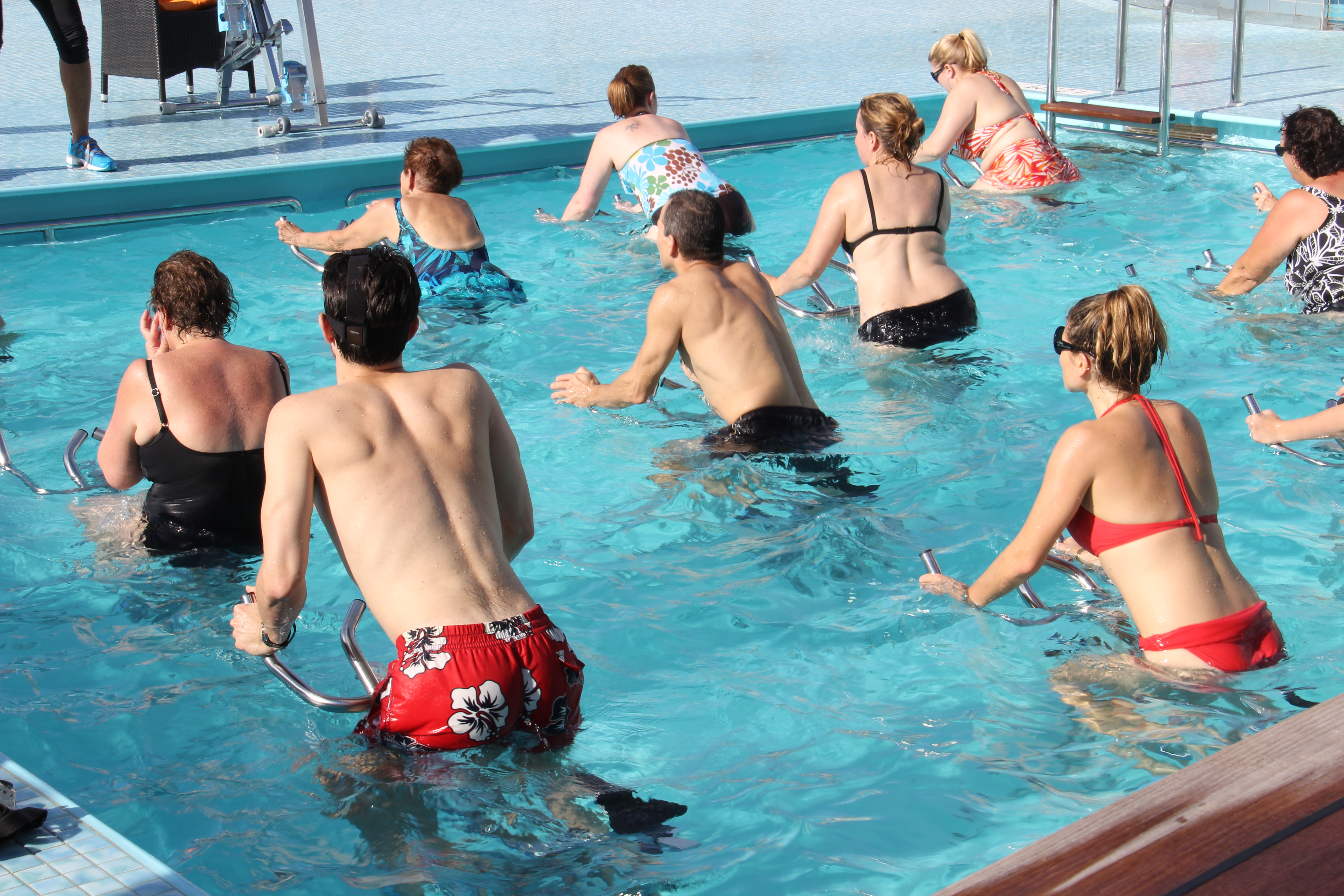
Aquacycling

Beim Aquacycling betätigt man sich im Wasser mit einem Wasserfahrrad. Da der Körper dabei zwischen Brust und Bauchnabel eingetaucht ist, bleibt der Oberkörper dabei größtenteils außerhalb des Wassers. Je nach Trittgeschwindigkeit lässt sich beim Aquacycling die Trainingsintensität von niedriger bis hoher Intensität anpassen. Weiterhin können Widerstände am Ergometer angebracht werden, um die Intensität zu erhöhen.
Das Aquacycling bietet eine gelenkschonende Alternative zum normalen Radfahren. Auch Aquacycling eignet sich daher zur Rehabilitation von Wirbelsäule und Hüfte. Studien lassen außerdem vermuten, dass der Fettstoffwechsel angeregt wird und der Energieverbrauch hoch ist. So ist die Fettverbrennung stärker als beim Radfahren an Land.

### Aquarobic
Aquarobic ist eine Abwandlung des Aerobic, einem dynamischen Fitnesstraining mit rhythmischen Bewegungen, die im Wasser durchgeführt wird. Dabei wird durch den Widerstand im Wasser mehr Energie verbraucht als bei herkömmlichem Aerobic. Aquarobic kann ebenfalls zur Therapie eingesetzt werden. So konnten regelmäßige Kurse bei Arthrose-Patienten Körpergewicht, Schmerzen und Depressionen verringern und die Blutfettwerte verbessern. Studien zeigen auch, dass Aquarobic zu verbesserten Irisin- und BDNF-Werten bei älteren Personen beitragen kann.

## Anwendung bei Tieren
Bei der Rehabilitation von Pferden oder Hunden kann ein Aquatrainer zum Einsatz kommen. Dabei können im Wasser liegende Laufbänder durch Anpassung des Wasserstands und der Geschwindigkeit auf die Kondition des Tiers adaptiert werden. Der Auftrieb im Wasser sorgt auch hier dafür, dass die Gewichtsbelastung und die Kraft auf die Gelenke reduziert werden.